# 李膺 (南朝)
李膺，字公胤，广汉（郡治今四川射洪）人，南朝梁政治人物。
李膺有才辩，初任涪城县令。梁武帝命邓元起伐蜀时，由于不足，有人建议邓元起检查籍注，通过处罚筹措粮草，解决军需。李膺劝谏，提出由自己筹措军粮，率富民筹措军粮三万斛。西昌侯、益州刺史萧渊藻召李膺为主簿，萧渊藻派李膺到京师建康，梁武帝问“如今李膺比昔日汉朝司隶校尉李膺如何？”李膺回答：“昔日的李膺辅佐汉桓帝、汉灵帝，今李膺辅佐尧舜之君。”梁武帝非常满意，用如意敲打座席，任命他为益州别驾。所著《益州记》三卷行于世。